# Industria forestal en Uruguay
Uruguay

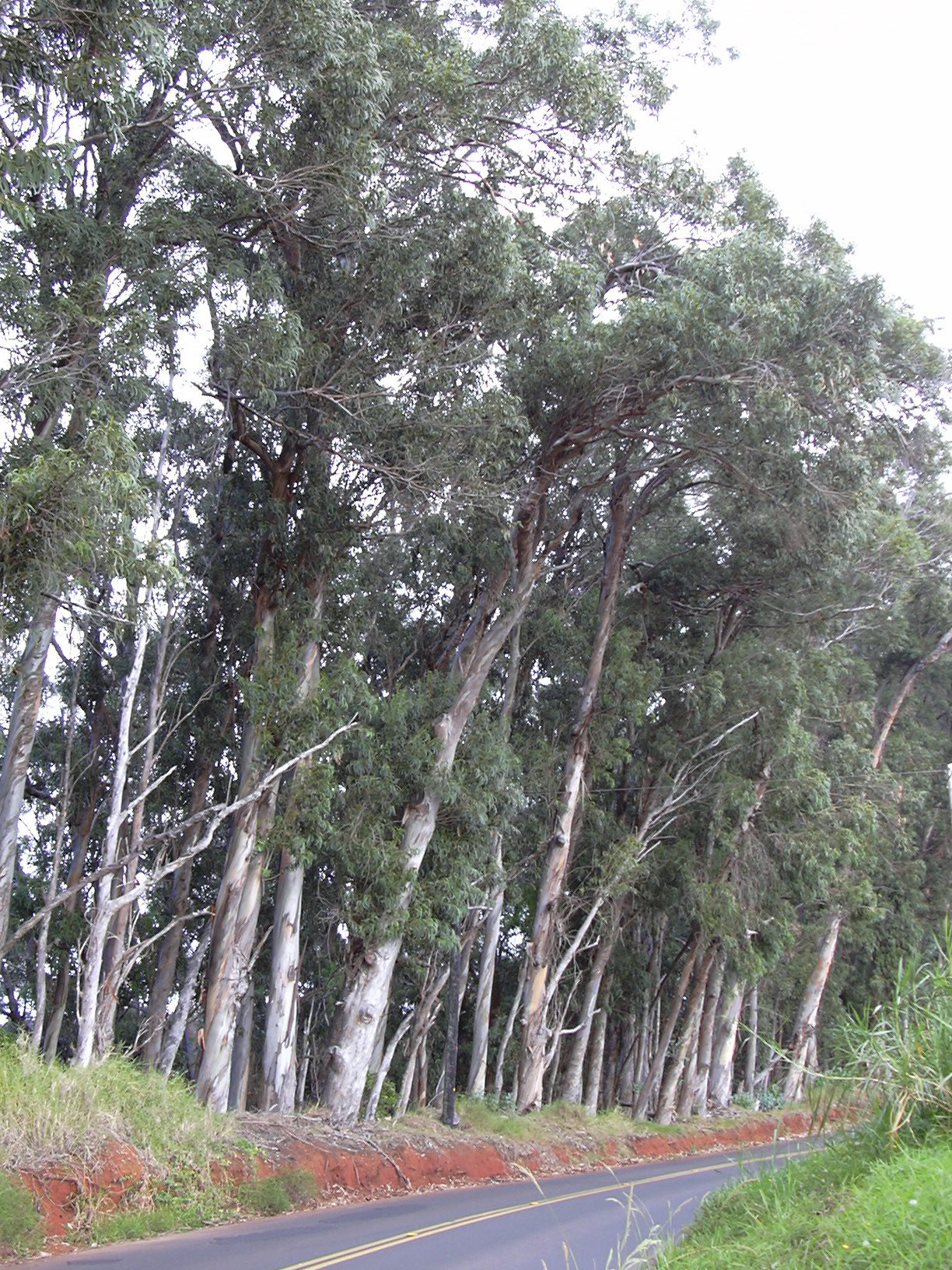
Plantación de Eucalyptus Globulus (utilizado para producción de pasta de celulosa)

La Dinámica de la Industria Forestal en Uruguay obedece a factores de localización, desafíos en materia de sustentabilidad, y ciertas condiciones de viabilidad, en relación con un sector de la economía uruguaya. Está relacionada con la Silvicultura y otros sectores industriales de valor agregado y tiene que ver con la producción maderera vinculada con la explotación forestal y sus subproductos.
En Uruguay existe una ley de forestación (Ley Forestal 15939) desde fines de 1987. A partir de la promulgación de la ley, la actividad forestal del país ha tenido una expansión muy importante. Desde 1988 hasta octubre de 2005 la actividad forestal fue subsidiada por el estado. En virtud de esto en los últimos años se ha podido consolidar una infraestructura industrial, que ha permitido el desarrollo de productos con mayor valor agregado que la madera en bruto. Esta actividad representa aproximadamente un 20% del PBI nacional y emplea a unas 17000 personas.

## Factores del desarrollo de la actividad
La lógica de las plantaciones forestales se basa fundamentalmente en las ventajas comparativas que ofrecen los territorios y sistemas ambientales en el Uruguay; también se explica por la implementación de políticas internas del país que estimularon el sector (como la anteriormente mencionada Ley Forestal 15939 de 1987, exoneraciones tributarias y acceso a líneas especiales de crédito, etc). No obstante hay factores externos a considerar, como es por un lado el aumento de la demanda de madera y papel en el mercado internacional, la preservación de los bosques tropicales, la crisis energética que hace seductora la biomasa como generadora de energía y la migración de este tipo de industrias de los países europeos por normas ambientales, entre otros factores.

## Localización
El desarrollo de la actividad forestal se ha gestado principalmente en áreas de bajo índice de productividad pecuaria (considerados por éste motivo de prioridad forestal), pero también se ha ido extendiendo por zonas donde los suelos tienen índices de productividad superiores.
Se pueden definir claramente tres regiones forestales en el país: la centro-norte, el litoral oeste y el sureste.
- La zona centro-norte: Comprende los departamentos de Tacuarembó, Rivera, Durazno y Cerro Largo. Se caracteriza por el predominio de bosques de pinos, pero también se encuentran bosques de eucalipto. La producción de esta zona está destinada principalmente a la madera para transformación mecánica, es decir, para aserrado o debobinado (que se trata de un método que permite la obtención de láminas finas de madera, para fabricar paneles contrachapados.) Las rotaciones de los cultivos son de larga duración (de 15 años para eucaliptos y 20 años para los pinos). Esta zona se caracteriza también por la existencia de un gran número de aserraderos y fábricas de madera contrachapada, cuya producción es destinada principalmente al exterior, vía Montevideo.[1]

- La zona litoral oeste: Comprende los departamentos de Río Negro, Paysandú y Soriano. Allí se cultivan básicamente las variedades de eucalipto más aptas para la obtención de pulpa de celulosa, a saber Eucalyptus globulus, Grandis y Dunii. La producción es destinada en su mayor proporción a la pastera UPM ubicada en Fray Bentos. El producto del complejo industrial, se exporta en su totalidad y dicha exportación se realiza vía puerto de Nueva Palmira, en Colonia. A su vez también la empresa vierte parte de su producción eléctrica sobrante a la red nacional de energía eléctrica. Hay también en esta zona producción de pinos para transformación mecánica con una dinámica similar a la zona centro-norte.[1]

- La zona Sureste: Comprende los departamentos de Lavalleja, Florida, Treinta y Tres, Maldonado y Rocha. En esta región la producción de eucalipto se centra en el Eucalyptus Globulus, a ser utilizado como insumo de fabricación para la pasta de celulosa.[1]

A su vez, la actividad forestal también ha tenido creciente influencia sobre las cuencas hidrográficas más importantes del país, donde podemos caracterizar las dinámicas de estas producciones de acuerdo a la cuenca de referencia:

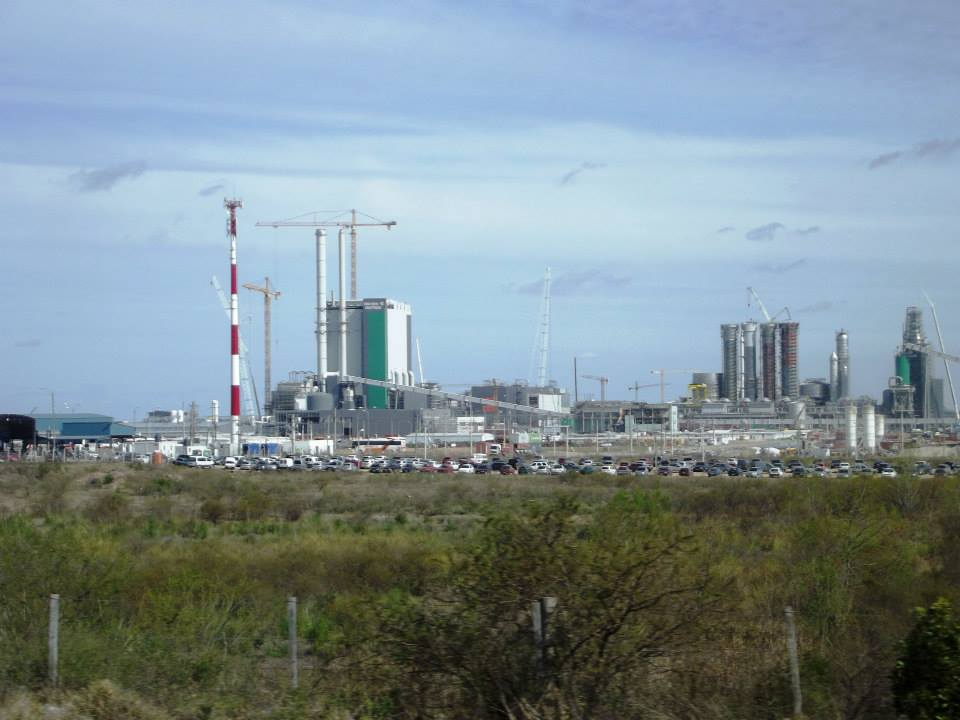
Planta de Celulosa de la empresa Montes del Plata en Conchillas, Colonia, Uruguay

- Cuenca del Río Santa Lucía: La forestación en esta cuenca actualmente ocupa 55.000 hectáreas. Los suelos que han sido categorizados como de Prioridad Forestal alcanzan las 220000 hectáreas. Los suelos del grupo CONEAT 5.02b ocupan unas 348000 hectáreas y están en proceso de recategorización a suelos de Prioridad Forestal en virtud del contrato de inversión entre el estado uruguayo y la empresa Montes del Plata, con fecha 18 de enero de 2011, con el fin de ampliar la superficie a cultivar. Los suelos 5.02b están ubicados en la naciente de la cuenca, que es de donde se abastece la cuenca de agua tanto de circulación fluvial como de infiltración.[3]

- Cuenca del Río Uruguay: La forestación en esta cuenca ocupa actualmente 574.232 hectáreas, que representan un 5% del total de la superficie. Se cultiva en esta zona el 48% de las plantaciones a nivel nacional de monocultivos forestales. Hay 2.258.094 hectáreas clasificadas como de prioridad forestal (un 20% del total de la cuenca). Estas están distribuidas desigualmente distribuidas por departamento, debido entre otras cosas a la gran variedad de tipos de suelo que se encuentran en la zona de la cuenca. El departamento con más hectáreas de prioridad forestal, es Rivera con 390.190 hectáreas, y el de menor superficie de dicha clasificación es Artigas con 31.910. Paralelamente se destaca la creciente intensificación de los cultivos en la región suroeste, para el abastecimiento de los grandes emprendimientos industriales de Pulpa de Celulosa (y otros subproductos) entre ellas la firma Montes del Plata que hoy está operando cerca de la localidad de Conchillas del departamento de Colonia.[3]

- Cuenca del Río de la Plata y del Frente Oceánico: El área cubierta por monocultivos forestales en esta cuenca es de 170.000 hectáreas (9.5% del total de la superficie). Los suelos clasificados como de prioridad forestal, comprenden 488.612 hectáreas (27% del total de la superficie). El departamento con más hectáreas de suelos de prioridad forestal en esta cuenca, es Maldonado con 215.450 hectáreas, y el que tiene menor territorio con esta clasificación es San José con 5832 hectáreas (principalmente debido a los tipos de suelos que tiene el departamento, que son más aptos para el desarrollo de otras actividades agrícolas y la lechería).[3]

- Cuenca de la Laguna Merín: En esta cuenca el área de monocultivos forestales corresponde a una superficie de 75990 hectáreas, tan solo un 6% del total de los suelos de prioridad forestal (1.266.508 hectáreas, el 39% del total de la superficie). En el marco de proyectos de construcción de plantas de celulosa en esta cuenca, el cultivo de eucalipto podría crecer hasta 6 veces. El departamento con más superficie clasificada como de prioridad forestal es Treinta y Tres con 433.341 hectáreas, y el de menor es Maldonado con 49.463.[3]

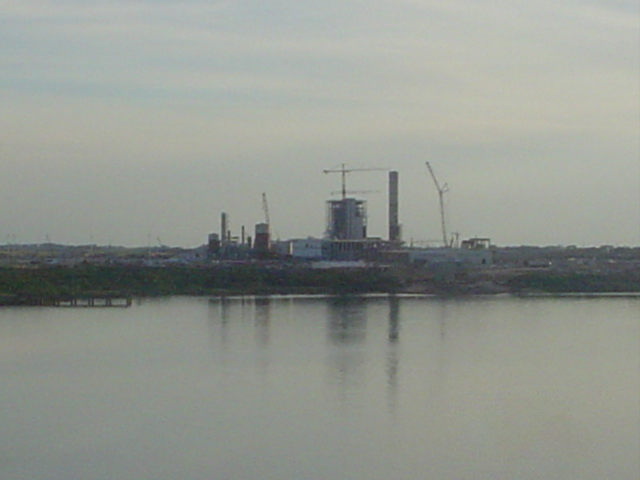
Fabrica de Pasta de Celulosa UPM (Ex Botnia) en Fray Bentos, Uruguay

## Desafíos de Sustentabilidad e impactos de la actividad forestal
- En gestión territorial: Ya que se deberá trabajar en que los impactos ambientales de la expansión de los monocultivos forestales no alteren el funcionamiento hidrológico de las regiones. Algunas de ellas como la Cuenca de Santa Lucía, de abastecimiento directo de agua potable para gran parte la población nacional.[3]

- En relaciones de producción: Los bosques de eucalipto llevan muy poca mano de obra en su mantenimiento, por lo tanto las empresas de subcontratación se hacen cargo de estas tareas, contratando empleados zafrales (con bajas remuneraciones, inestabilidad y malas condiciones de trabajo).[1]

- En calidad de los suelos: Ya que la pradera es desplazada, las características fisicoquímcas y estructurales de los suelos cambian. En un proceso complejo que podría resumirse en la absorción de Calcio por parte los árboles, en el que aquel es reemplazado en los suelos por Aluminio y otras sustancias, los suelos resultantes son más ácidos.[1]

- En contaminación por químicos: Asociados al uso de Glifosato y otros pesticidas para el combate de las hormigas cortadoras y otros insectos. Que luego se incorporan a la tierra por filtración, y también por escurrimiento a los cauces de agua.[1]

- En Infraestructura: Los desafíos en infraestructura relacionados con la forestación tiene que ver fundamentalmente por el desgaste de la caminería rural y las rutas nacionales para el transporte carretero de la madera desde los bosques. No menos importante es la necesidad de desarrollar una costosa infraestructura de equipamientos contra incendios forestales.[1][3]